# Менасальбас
Менасальбас (ісп. Menasalbas) — муніципалітет в Іспанії, у складі автономної спільноти Кастилія-Ла-Манча, у провінції Толедо. Населення — 3296 осіб (2010).
Муніципалітет розташований на відстані близько 100 км на південний захід від Мадрида, 33 км на південний захід від Толедо.
На території муніципалітету розташовані такі населені пункти: (дані про населення за 2010 рік)
- Менасальбас: 3229 осіб
- Лас-Навільяс: 67 осіб

## Демографія
Динаміка населення (INE ):

## Галерея зображень

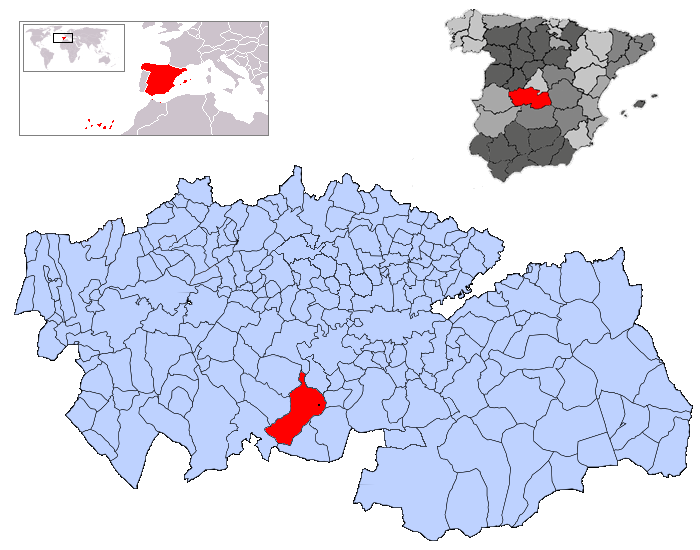
Розташування муніципалітету у провінції Толедо
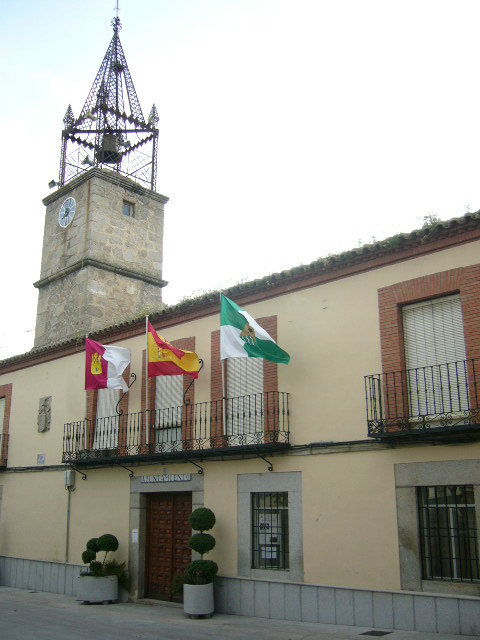
Муніципальна рада
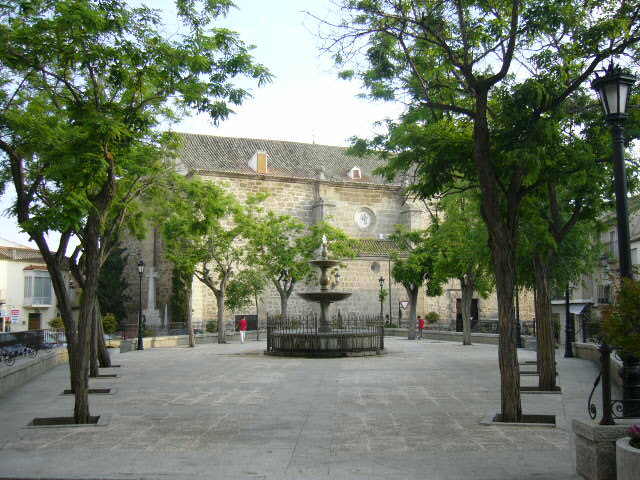
Менасальбас: площа і церква